# Heinrich Lang (Maler, 1838)

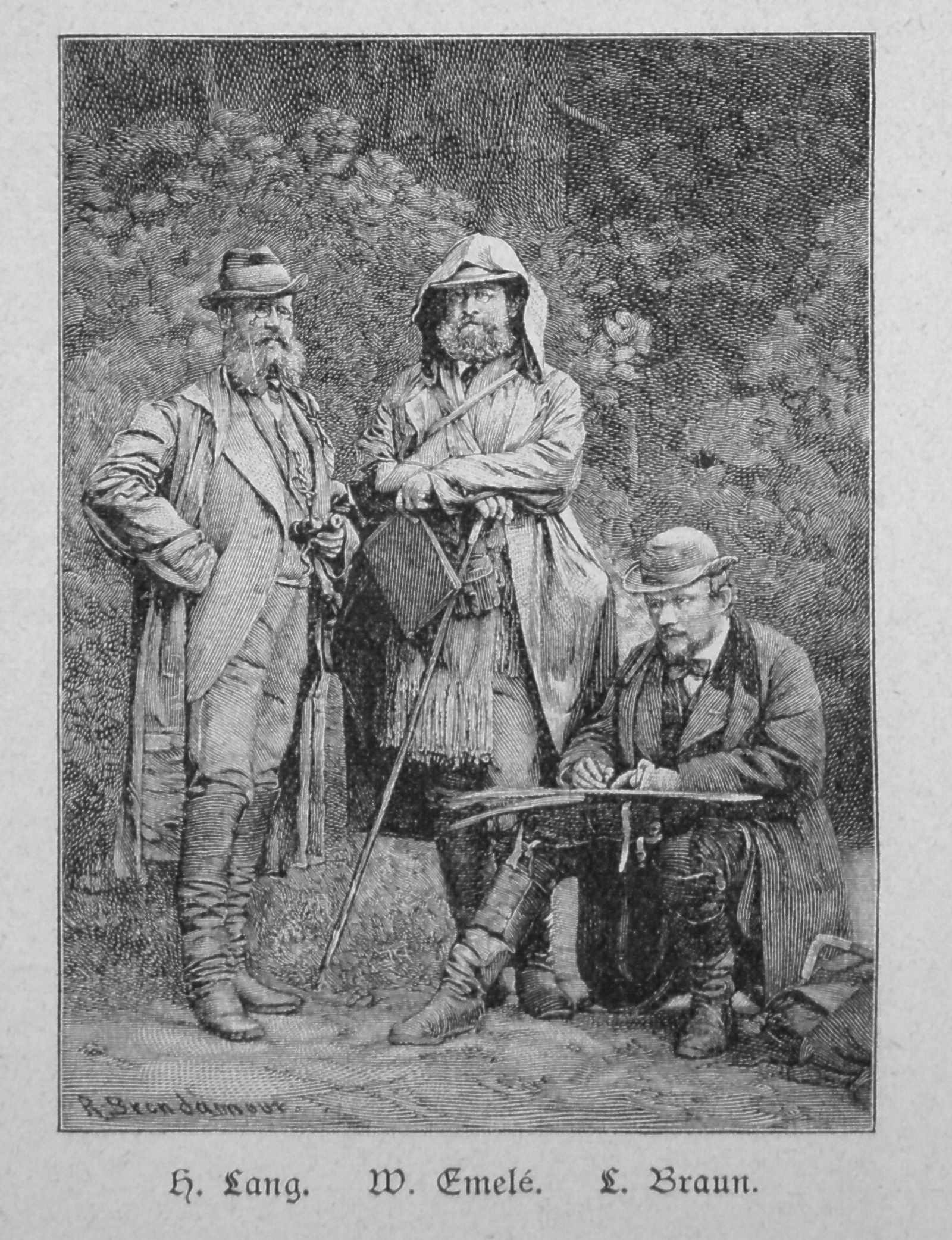
Die Schlachtenmaler Heinrich Lang, Wilhelm Emelé und Louis Braun im Deutsch-Französischen Krieg, gestochen von Richard Brend’amour

Heinrich Lang (* 24. April 1838 in Regensburg; † 8. Juli 1891 in München) war ein deutscher Pferde- und Schlachtenmaler, Illustrator und Schriftsteller.

## Leben

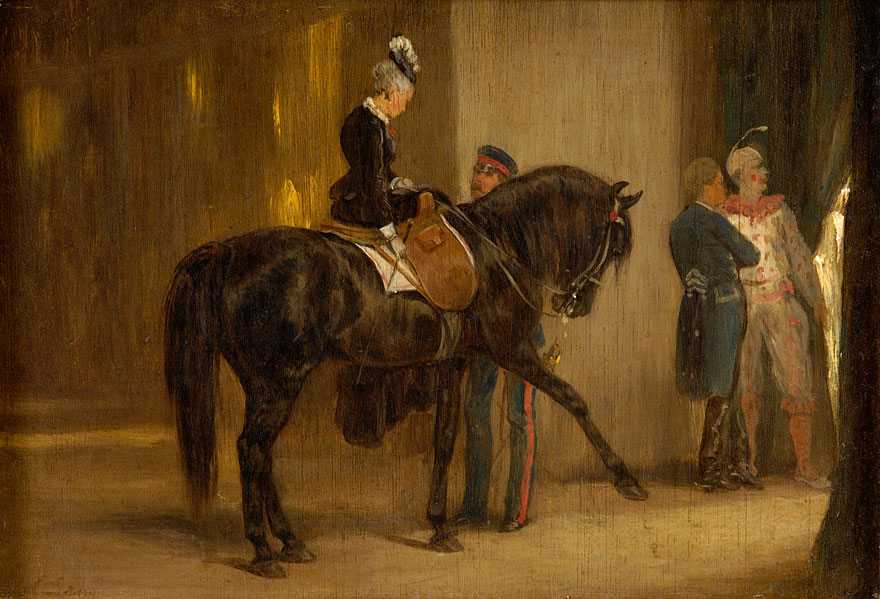
Heinrich Lang: Vor dem Auftritt

Zwischen 1855 und 1857 erhielt Lang eine Ausbildung bei Friedrich Voltz und Franz Adam an der Königlichen Akademie der Bildenden Künste in München. Er betrieb Pferdestudien in der dortigen Veterinärschule sowie auf Gestüten der Fürsten von Thurn und Taxis in Regensburg und in Württemberg. Er unternahm mehrere Reisen nach Ungarn; 1866, 1867 und 1871 hielt er sich in Paris auf, 1874 in Düsseldorf. 1866 bis 1868 nahm er am Pariser Salon teil sowie 1870/71 am Deutsch-Französischen Krieg als Schlachtenmaler teil. Anschließend war er als Illustrator und Schriftsteller in München tätig.
Im Jahre 1883 heiratete er die österreichische Landschaftsmalerin Tina Blau.

## Werke
- Un troupeau de chevaux hongrois chassé par un Tsikos, Verbleib unbekannt (Salon 1866, Nr. 1098)
- Un chariot hongrois, Verbleib unbekannt (Salon 1867, Nr. 857)
- Transport de chevaux en Hongrie, Verbleib unbekannt (Salon 1868, Nr. 1425)
- Der Rennplatz von Longchamps, 1867, Verbleib unbekannt (Müller).